# シティー ライフ
『シティー ライフ』（City Life）は、フランスのコンピュータゲーム開発・販売会社モンテ・クリスト（Monte Cristo）によるWindowsパソコン用シミュレーションゲーム、及びそれを初作とするシリーズの総称である。日本語版は販売元フロンティアグルーヴ株式会社、発売元ズーにて取り扱われる。
ラインナップは以下の通り。（カッコ内は原題）
- シティー ライフ（City Life）
- シティー ライフ デラックス（City Life:World Edition）
- （City Life 2008 Edition）日本語版未発売。

## 第1作目及びシリーズ概要
第1作目は2006年春に欧州にて発売開始、同年7月28日には日本でも文章を全て日本語訳した「シティー ライフ日本語版」が発売された。続いて2007年初めに発売された第2作目「City Life:World Edition」も同年5月18日に前作同様の日本語訳を施された「シティー ライフ デラックス日本語版」（英字表記は「City Life Deluxe」）として発売、加えて2008年7月25日からはDMM.comでのダウンロード販売も開始された。シリーズとしてはさらに第3作目となる「City Life 2008 Edition」が2008年2月に発売されたが、これの日本語版発売は未定である。シリーズの新作は、システム面では概ね前作を踏襲しつつ、シナリオの舞台となるマップやプレイヤーが建設できる建築物を追加した形で発表される。
プレイヤーが「市長」となって様々な環境の土地に一から都市を建設するミニスケープ型ゲームで、建物などを直接配置する都市建設ゲームとしては、シムシティシリーズと共に数少ない類例と言える現代風の世界観を持つ作品である。このシリーズはいずれも1人プレイ専用であり、ゲームモードは一定の目標が提示される「シナリオモード」と、自由に都市建設が行える「フリーモード」がある。ゲームの舞台は複数の「地域」の下に幾つかの「ゲームマップ」があり、さらに区画分けされた「土地」を購入することにより決まる。ゲームマップの環境はおよそ「地域」によって建設難易度や観光資源などが特徴付けられている。「シナリオモード」では人口や市の資産など難易度に応じて金・銀・銅と3段階のメダルで表現される達成条件が設けられ、一部の「地域」「ゲームマップ」「土地」はそれが要求するメダルの達成条件を満たさねば選択できない。
ゲームの流れは、購入した土地にまず市役所を建て、住居や職場、余暇施設、公共機関、道路などを設置するとどこからともなく市民がやって来て定住し、彼らが周囲の環境に応じて要求する施設などを建設することによってさらに発展を促す、といった形となる。建物や道路などの配置はプレイヤーの任意で行えるが市民の行動は直接制御できず、建築物を適切に配置して彼らの行動を誘引することがゲームの根幹となる。なお、進行はいわゆるリアルタイム方式だが、プレイヤーの任意でゲーム内時間の流れを早く／遅くしたり、一時停止もできる。
シリーズ共通の特徴として、後述する「階層グループ」の他、3DCG表現に基づく視点の自由度の高さがある。ゲーム中、プレイヤーは自由に視点をズームイン／アウトできるが、この際、最接近した視点は通常の鳥瞰から地面に平行へと角度が変化し、あたかもゲーム内の住民同様の視点が得られる。この状態で都市内を移動することもでき、都市や住民の様子を観察したり、トラブルを視覚的に確認できる。また、ゲーム内の時間経過に関係なく朝・昼・夕方・夜の景観を固定表現させることができる。加えて、特定条件の住民を検索して「アドレス帳」に登録し、行動を追跡し観察することもできる。

## 階層グループ
このシリーズ最大の特色として、都市の住民は全て「階層グループ」に属す点が挙げられる。これは経済環境や価値観により以下に示す6つの集団に分かれ、ゲーム上の都市計画に重大な影響を及ぼす。
|        | 伝統的         |            | 先進的   |
| ------ | -------------- | ---------- | -------- |
| 高所得 |                | エリート   |          |
| ↑      | ホワイトカラー |            | ラジカル |
| ↓      | ブルーカラー   | フリンジ   |          |
| 低所得 |                | ロークラス |          |

各階層名の背景色はそれぞれイメージカラーを示す。
この表において上段に位置する階層グループほど所得が高く、その人口が多いほどプレイヤー資金としての税収が増加する。表の左側は伝統的価値観を持ち治安などに関心の強い層であり、表の右側は先進的価値観を持ち教育などに関心の強い層である。ゲーム開始当初の住民は低所得層に属するブルーカラー、フリンジ、ロークラスが中心となるが、教育施設を建設することにより高所得層に移行する住民も現れ始め、その人口が増すにつれて都市の外からも同じ階層グループの住民が集まり始める。
住民は経済的立場や価値観において対極にある階層グループに対して激しい敵意を持ち、その隣り合う階層グループにも対立する。一方、自分が属する階層グループ及び隣り合う階層グループとは友好的である。例えば、エリートはロークラスに敵対しブルーカラー及びフリンジとも対立する一方、ホワイトカラー及びラジカルとは友好的である。同様に、ブルーカラーはラジカルと敵対しフリンジ及びエリートとも対立するが、ホワイトカラー及びロークラスとは友好的である。このため、対立する階層グループ同士が接触するとトラブルが発生し、嫌がらせや喧嘩といった些細な対立から暴動や放火といった治安悪化にまで発展する。こうした対立を抑制する施設は概して多大な支出を要するため、都市計画段階において各階層グループに関連する建物を効率的に配置して居住区域の住み分けを促し、対立階層グループ間の接触を極力避ける配慮が必要となる。しかしその反面、高度な施設は複数の階層グループから成る人々を従事させねば機能しないため、相反する階層グループから通勤可能な位置に施設を配置するなどの工夫も必要となる。
なお、各階層グループに対応する職場や余暇施設は、外観だけでなく必要とする従業員や周囲に及ぼす影響が異なる。住居は外観のみ住人の階層グループに応じたものに変化する。ある住宅区域において特定の階層グループが支配的になると周辺道路に付設された歩道がその階層グループを表す色で塗られ、そうした区域は同じ階層グループに属する住民を惹きつける。

## シティー ライフ デラックス
『シティー ライフ デラックス』（City Life:World Edition）は、上記「シティー ライフ」シリーズの第2作目である。システムや操作方法などは概ね前作のまま、5種類のマップ、エンパイアステートビル、自由の女神像、ホワイトハウス、ビッグ・ベン、エッフェル塔、ペトロナスツインタワー、シドニー・オペラハウス、クレムリン、コロシアム、タージ・マハルなど世界中に実在する15種類のランドマークを含む100種類余りの建築物を追加した作品。